# El Mehdi Dimmokrati
El Mehdi Dimmokrati (* 28. Mai 2001) ist ein marokkanischer Hürdenläufer, der sich auf die 400-Meter-Distanz spezialisiert hat.

## Sportliche Laufbahn
Erste internationale Erfahrungen sammelte El Mehdi Dimmokrati im Jahr 2023, als er bei den erstmals ausgetragenen Arabischen-U23-Meisterschaften in Radès in 50,77 s die Silbermedaille über 400 m Hürden hinter seinem Landsmann Saad Hinti gewann und mit der marokkanischen 4-mal-400-Meter-Staffel in 3:08,23 min die Silbermedaille hinter dem algerischen Team gewann. Im Jahr darauf belegte er bei den Afrikaspielen in Accra in 51,47 s den achten Platz über 400 m Hürden und im Juni gelangte er bei den Afrikameisterschaften in Douala mit 51,19 s auf Rang sieben.
2024 wurde Dimmokrati marokkanischer Meister im 400-Meter-Hürdenlauf.

## Persönliche Bestzeiten
- 400 m Hürden: 50,61 s, 22. Juni 2024 in Douala